# Romero Sales Filho
Romero Sales Filho (Ipojuca, 1 de abril de 1987) é um arquiteto urbanista e político brasileiro. Teve sua vida profissional dedicada ao urbanismo, com foco no setor de obras públicas. Atualmente, exerce o segundo mandato de deputado estadual pelo UNIÃO em Pernambuco.

## Biografia
Natural de Ipojuca, mudou-se para o Recife para estudar. Formado em Arquitetura e Urbanismo, teve sua vida profissional sempre dedicada ao urbanismo e ao setor de obras públicas.
Recebeu o título Honoris causa da FAJOLCA, Faculdade José Lacerda Filho de Ciências Aplicadas, juntamente com mais 16 personalidades de relevância social, educacional e política para Ipojuca. Entre elas, estão a prefeita de Ipojuca Célia Sales e a vice-governadora do Estado Luciana Santos.

## Campanha em 2018
Em 2018 lançou sua candidatura a deputado estadual em Pernambuco. Foi eleito com 35.195 votos. compondo a 19ª. legislatura da Assembléia Legislativa de Pernambuco.

## Atividade Legislativa
O deputado Romero Sales Filho é membro de diversas comissões como titular e frentes parlamentares.

### Comissões Ordinárias
- Constituição, Legislação e Justiça - Titular
- Administração Pública - Titular
- Meio Ambiente e Sustentabilidade - Titular
- Desenvolvimento Econômico e Turismo - Titular
- Ética Parlamentar - Suplente

### Frentes Parlamentares
- Frente parlamentar em defesa da família da vida e de políticas sobre drogas
- Frente parlamentar da execução dos orçamentos federal e estadual em relação a Pernambuco e seus municípios
- Frente parlamentar em defesa dos direitos das pessoas com deficiência e com doenças raras

### Comissão Especial
O parlamentar integrou a Comissão Especial de Barragens e é um dos autores de Projeto de Lei, proposto no relatório final da Comissão, que reafirma as competências dos órgãos fiscalizadores, estipula prazo para que a documentação das barragens seja regularizada, define rotinas de inspeção e manutenção e fim do impasse da responsabilidade pelos reservatórios e determina punições em casos de descumprimento.

### Leis Aprovadas
Dentre as 16 Leis já aprovadas pelo Deputado, destacam-se:

#### Lei de Atendimento Prioritário ao Idoso no Detran
Determina prioridade de atendimento a pessoa idosa, independente de agendamento prévio, nos órgãos do Departamento Estadual de Trânsito de Pernambuco (DETRAN-PE), nas suas Circunscrições Regionais de Trânsito (CIRETRAN) demais postos descentralizados do órgão. Lei Ordinária n° 16.644.

#### Lei do Slime
Proíbe, no âmbito do Estado de Pernambuco, a comercialização de brinquedos e acessórios infantis, composto por ácido bórico, borato de sódio, tetraborato de sódio ou bórax, sem a certificação do órgão ou entidade federal competente. Lei Ordinária n° 16.728.

#### Lei da Proibição do Uso da Linha Chilena (Cerol)
Alteração na Lei n° 16.610 para proibir a utilização de linha chilena para pipas empinadas no território do Estado de Pernambuco. Lei Ordinária n° 16.610.

#### Lei da Transparência sobre Custos das Tarifas de Transporte Público
Determina, através da alteração da lei alteração na Lei n° 13.254, a disponibilização e divulgação de custos que compõem a tarifa do serviço público de transporte intermunicipal. Lei Ordinária nº 17.038.